# Ashwin Adhin
Michael Ashwin Satyandre Adhin (Paramaribo, 10 juni 1980) is een Surinaams oud-docent en politicus. Hij begon zijn carrière als leerkracht op de Anton de Kom Universiteit van Suriname en werd in 2013 minister van Onderwijs. Van 2015 tot 2020 was hij vicepresident van Suriname. Aansluitend werd hij voor de NDP lid van De Nationale Assemblée, per 29 juni 2025 werd hij daarvan de voorzitter.

## Biografie

### Achtergrond
Michael Ashwin Adhin is het oudste kind en heeft nog een broer en zussen. Beide ouders waren leerkrachten; de ministers Jnan Hansdev Adhin (1927-2020) en Herman Sookdew Adhin (1933-1992) waren oudooms van hem.
Als tiener werd hij tweede tijdens het Jeugdkampioenschap Dammen van 1996. Adhin behaalde zijn bachelor in elektrotechniek met als oriëntatie informatietechniek aan de Anton de Kom Universiteit van Suriname (AdeKUS) in Paramaribo. Daarna behaalde hij in Nederland zijn master in elektrotechniek aan de TU Delft. Tussen 2005 en 2013 was hij docent en afstudeerbegeleider elektrotechniek aan de AdeKUS.
Van 2011 tot 2013 was Adhin voorzitter van de Culturele Unie Suriname, een organisatie met als doel het behoud en de bevordering van de Surinaamse Cultuur.

### Minister van Onderwijs, Wetenschap en Cultuur
Tijdens de reshuffling van juli 2013 werd Adhin aangesteld als minister van Onderwijs in het kabinet-Bouterse I, als opvolger van Shirley Sitaldin. In zijn tijd wijzigde de naam van het ministerie van Onderwijs en Volksontwikkeling in het ministerie van Onderwijs, Wetenschap en Cultuur. Dit werd per Staatsbesluit van 27 maart 2015 vastgelegd.
In 2013 stelde hij de werkgroep in die leidde tot de oprichting in 2019 van de Suriname National Training Authority (SNTA). Deze geeft CVQ-certificaten uit die werkgelegenheidsmogelijkheden voor Surinamers in de regio vergemakkelijkt. Verder kwam er tijdens zijn ministerschap een studiefinancieringsfonds en werden doorstromingsregels verbreed om meer jongeren de mogelijkheid te geven om door te kunnen stromen op de maatschappelijke ladder en om 'vroege schoolverlaters' een tweede kans te bieden. Hiervoor werd onder meer het Schakelinstituut Middelbaar Onderwijs (SMO) in het leven geroepen, via welke leerlingen van het Lager Beroepsgerichtonderwijs (LBGO) kunnen meedoen aan het toelatingsexamen van het vwo en de havo. Eerder konden deze studenten slechts doorstromen naar het imeao.

### Vicepresident van Suriname
Op 12 augustus 2015 werd Adhin ingehuldigd als vicepresident van Suriname binnen het kabinet-Bouterse II. Hij was de jongste voorzitter van de Raad van Ministers in de geschiedenis van Suriname en het Caribisch gebied 

### Verkiezingen van 2020
Tijdens de verkiezingen van 2020 was hij opnieuw verkiesbaar voor de NDP in Wanica en werd hij gekozen tot lid van De Nationale Assemblée.

### Verkiezingen van 2025
Tijdens de verkiezingen van 2025 stond hij op nummer 2 van de lijst van de NDP. Hij werd herkozen als DNA-lid en op 29 juni 2025 gekozen tot voorzitter van DNA. In zijn inauguratiespeech op 16 juli 2025 onderstreepte hij de cruciale en onafhankelijke rol van De Nationale Assemblée binnen de democratische rechtstaat Suriname. "Dit Huis van het Volk is geen verlengstuk van de regering — het is haar tegenmacht," benadrukte Adhin.

## In opspraak
Tussen  november 2020 en november 2023 liep een verdenking tegen Adhin naar diefstal en vernieling van computers en media-apparatuur op het Kabinet van de Vicepresident, oftewel het kantoor van zijn opvolger. Het ging om apparatuur ter waarde van ruim 30.000 euro. Adhin was verdachte in het strafrechtelijk onderzoek. Op basis van verklaringen van andere verdachten vermoedde de politie dat Adhin de opdracht had gegeven. In november 2023 werd hij van alle vijf aanklachten vrijgesproken.
In aanloop naar de verkiezingen van 2025 boezemde Adhin de kiezer vrees in voor God met de opmerking: "En je ziel verkopen als NDP 'er... mi e teigi unu [vertaling: Ik zeg het jullie]: God, elke god, kijkt! Mama Sranan gaat u niet vergeven."

## Erkenningen
- Grootmeester van de Ere-Orde van de Gele Ster in 2018; uitgereikt door president Desi Bouterse[19]
- Eredoctoraat van de Lovely Professional University in India in 2019[20]